# Republic P-47 Thunderbolt

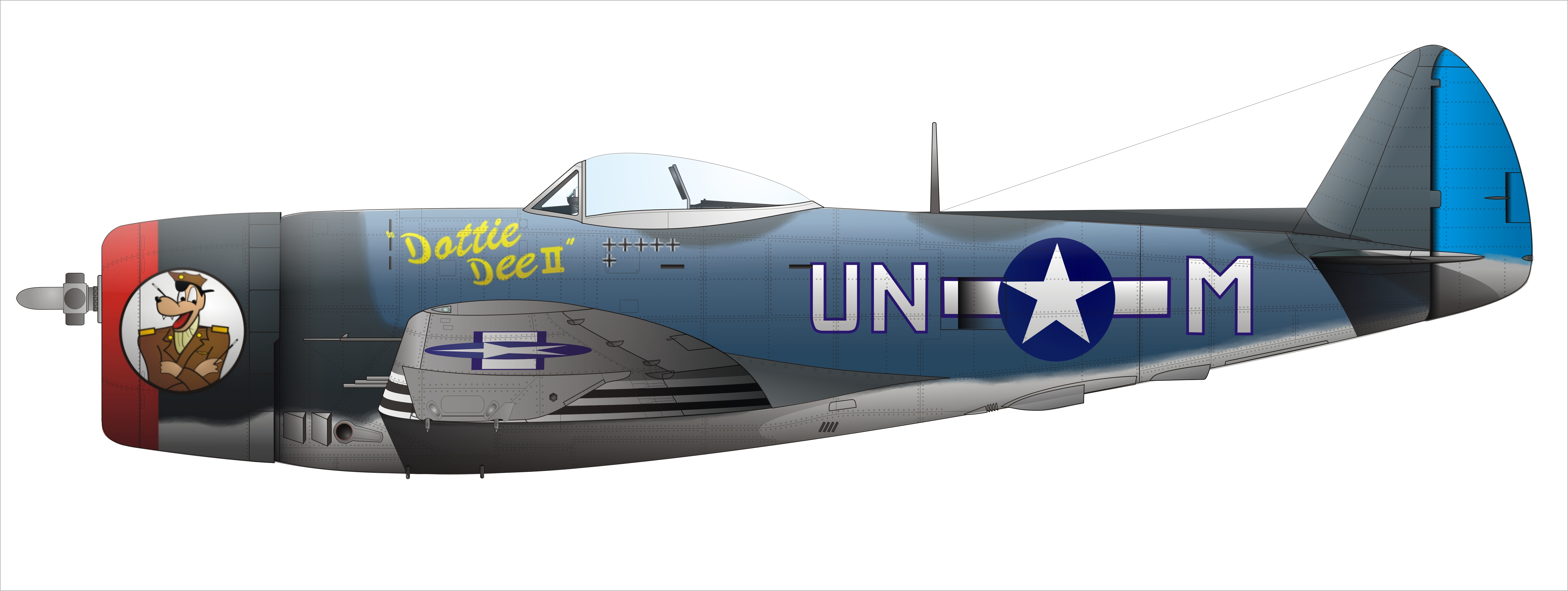
Р-47М1

Репаблік П-47 «Тандерболт» («Кульова блискавка») (англ. Republic P-47 Thunderbolt) — винищувач-бомбардувальник США, розроблений на початку 1940-х років фірмою Republic Aviation під керівництвом грузинського емігранта Олександра Картвелі. Розроблявся як заміна для літака Seversky P-35. П-47 «Тандерболт» був найбільшим, найважчим та найдорожчим винищувачем військово-повітряних сил армії США з поршневим двигуном внутрішнього згоряння. Був одним з найбільш розповсюджених літаків Другої світової війни, що знаходився на озброєнні американських ВПС, а також військово-повітряних сил країн-союзників. Поставлявся по ленд-лізу до Радянського Союзу. Отримав прізвисько "Джаг" (англ.Jug - Глечик).

### XP-47H / XP-47J
Republic зробила кілька спроб модернізувати P-47D: Було збудовано 2 XP-47H

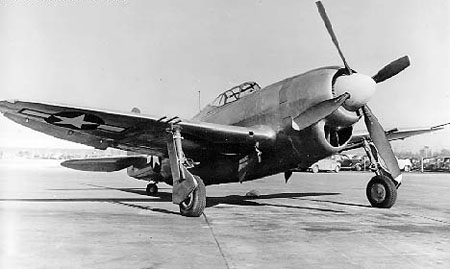
XP-47J

XP-47J почали будувати у листопаді 1942 на запит до Republic збудувати високошвидкісну версію Thunderbolt з двигунами з водяним вприскуванням. Картвелі зробив новий літак із двигуном Pratt & Whitney R-2800-57(C) з потужністю 2,800 hp (2,090 kW), 6 кулеметів 0.50 in (12.7 мм), нове легше крило та багато інших покращень. Перший політ XP-47J здійснив в кінці листопада 1943 року. XP-47J досяг швидкості в 505 mph (440 kn, 813 км/год) у серпні 1944 року, ставши таким чином найшвидшим поршневим літаком того часу (в 1989 році було встановлено новий рекорд швидкості 850 км/год американським літаком "Rare Bear", сильно модифікованим Grumman F8F Bearcat).